# Moritz Kleine-Brockhoff
Moritz Kleine-Brockhoff (nacido el 10 de mayo de 1968 en Essen, Alemania)  es un exjugador de baloncesto alemán. Con 1.98 de estatura, jugaba en la posición de alero.

## Equipos
- 1986-1987:  Universidad de Hawái
- 1987-1988:  Universidad de Washington State
- 1984-1985:  Schalke 04
- 1988-1994:  Bayer Leverkusen
- 1994-1997:  Dragons Rhöndorf